# West Haven (Connecticut)
West Haven je město ve Spojených státech amerických. Nachází se ve státě Connecticut. Ve městě žije přibližně 56 tisíc obyvatel a jeho rozloha činí 28,3 km². Leží na pobřeží zálivu Long Island Sound asi osm kilometrů západně od města New Haven a třináct kilometrů severovýchodně od města Milford. Na východě sousedí s městem Orange.
Město bylo založeno roku 1921 a protéká zde řeka Cove River. Ve městě se nachází část sportovních areálů Yaleovy univerzity, která sídlí v nedalekém New Havenu.